# أثيرتونيا
الأثيرتونيا (الاسم العلمي: Athertonia) هو جنس أحادي النمط من النباتات في الفصيلة البروتياسية. النوع الوحيد الذي يندرج تحت هذا الجنس هو أثيرتونيا ديفيرسيفوليا (الاسم العلمي: Athertonia diversifolia)، والمعروف عادة باسم بلوط أثيرتونيا أو أثيرتونيا أو البلوط الحريري الكريمي أو البلوط الأبيض. وهو متوطن في جزء صغير من المناطق الاستوائية الرطبة في كوينزلاند، أستراليا. وهو قريب من جنس شجرة المكاديميا، وله إمكانات كبيرة في مجال البستنة وصناعة الأغذية.

## الوصف
يصل ارتفاع شجرة أثيرتونيا ديفيرسيفوليا إلى 30 م (98 قدم) تقريبًا، وقد يكون الجذع مضلعًا وقد يكون مدعمًا. تُغطى البراعم الجديدة والفروع الصغيرة بشعر ناعم بلون الصدأ. يختلف شكل الأوراق بشكل كبير - من شكل بيضاوي بسيط إلى مفصص بعمق، وقد تكون ذات هوامش مسننة دقيقة أو بدونها. يختلف حجم الورقة الإجمالي أيضًا بشكل كبير، من 7سم على 4.5 سم إلى ما يصل إلى 27سم على 13سم. يبلغ طول العنق ما بين 1–3 سـم (0.4–1.2 بوصة).
النورة الزهرية عبارة عن عنقود متدلي يصل طوله إلى 34 سـم (13 بوصة)، تنتج في محاور الأوراق وعلى الفروع. الزهور العطرية ذات لون كريمي إلى أخضر مع 4 تيبالات ويبلغ طولها 2.3 سـم (0.91 بوصة).
الثمرة خضراء أثناء نموها − وعند النضج تكون الثمرة زرقاء (أو وردية اللون أحيانًا) على شكل حسلة يبلغ طولها حوالي 4 سـم (1.6 بوصة)، وعرضها 3.5 سـم (1.4 بوصة) وسمكها 2.4 سـم (0.94 بوصة). تحتوي الثمرة الصلبة المليئة بالحفر على بذرة واحدة.

### الظواهر الطبيعية
يحدث الإزهار من فبراير إلى يونيو، وتنضج الثمار في الفترة من أغسطس إلى يناير.

## التصنيف
تم وصف نبات أثيرتونيا ديفيرسيفوليا لأول مرة في عام 1918 باسم هيليسيا ديفيرسيفوليا بواسطة عالم النبات بحكومة كوينزلاند سيريل تينيسون وايت في بحثه بعنوان المساهمة في نباتات كوينزلاند، والذي نُشر في مجلة Botany Bulletin. وبعد عقود من الزمان، في عام 1955، صنفها عالم النبات الهولندي هيرمان أوتو سليومر في جنس هيكسبياتشا (Hicksbeachia)، حيث بقيت حتى عام 1975 عندما قام لوري جونسون وباربرا بريغز بمراجعة الوصف وإنشاء جنس جديد لهذا النبات اسمه أثيرتونيا.

### أصول الكلمة
اسم الجنس يشير إلى هضبة أثيرتون، حيث تم جمع العينة النمطية. يشتق اسم النوع من الكلمات اللاتينية diverto (الاختلاف) و folia (الورقة)، ويشير إلى مورفولوجيا أوراقه المتنوعة.

### الأسماء الدارجة
يتم إطلاق أسماء شائعة على هذا النوع مثل "بلوط أثيرتون" و"البلوط الحريري" و"البلوط الأبيض" كإشارة إلى تشابه أوراقه مع أوراق البلوط الإنجليزي غير ذي الصلة (Quercus robur).

## النتشار والموئل
يوجد نبات أثيرتونيا ديفيرسيفوليا في شمال كوينزلاند من منطقة كيب تريبيوليشن جنوبًا إلى هضبة أثيرتون غرب جبل بارتل فرير. ينمو في الغابات المطيرة، عمومًا على التربة العميقة ذات الأصل البركاني. يتواجد في الغالب على ارتفاع من حوالي 700 إلى 1,150 م (2,300 إلى 3,770 قدم)، ولكن جرى ملاحظته في الغابات المنخفضة على 10 م (33 قدم) فقط فوق مستوى سطح البحر في منطقة خليج كاو.

## علم البيئة
تعتبر النواة الموجودة داخل القشرة الصلبة لهذا النوع صالحة للأكل من قبل البشر، كما أنها مرغوبة بشدة من قبل الفئران الأصلية، والتي غالبًا ما تقضم القشرة الصلبة وتأكل النواة بينما لا تزال متصلة بالشجرة. تجذب الأزهار مجموعة متنوعة من الطيور التي تتغذى على الرحيق.

## خطر الانقراض
لقد تم اجتثات جزء كبير من الموطن الأصلي لشجرة البلوط أثيرتون، وما تبقى منها مجزأ للغاية. وعلى الرغم من ذلك، فقد تم تصنيف هذا النوع على أنه نوع غير مهدد، من قبل كل من وزارة البيئة والعلوم في حكومة كوينزلاند (DES)، والاتحاد الدولي لحفظ الطبيعة (IUCN). في حين أن برنامج حفظ الأنواع لا ينشر تفاصيل إجراءاته أو مؤهلاته، فإن تقييم الاتحاد الدولي لحفظ الطبيعة ينص على أن أعداد هذا النوع "شائعة ومستقرة محليًا"، وأن "المساحة أو المدى و/أو جودة" موطنه لا تتراجع.

## الاستخدامات
أصبحت شجرة البلوط أثيرتون مزروعة على نطاق واسع، بسبب أوراقها الجذابة اللامعة المفصصة ومتطلباتها القليلة.

## معرض الصور

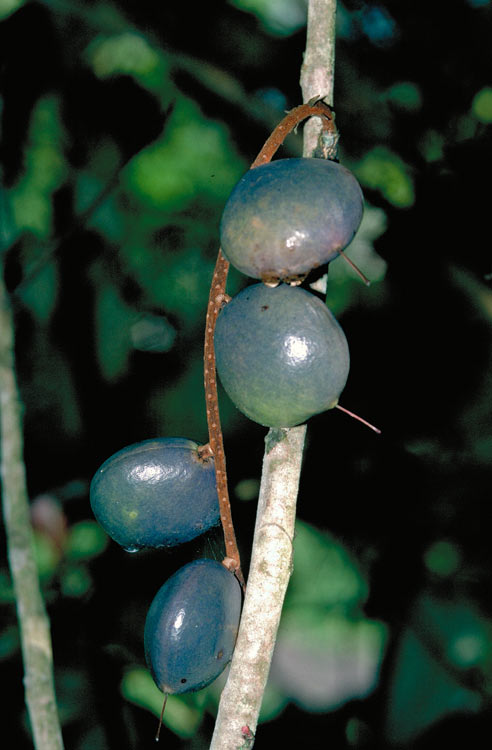
فاكهة زرقاء ناضجة
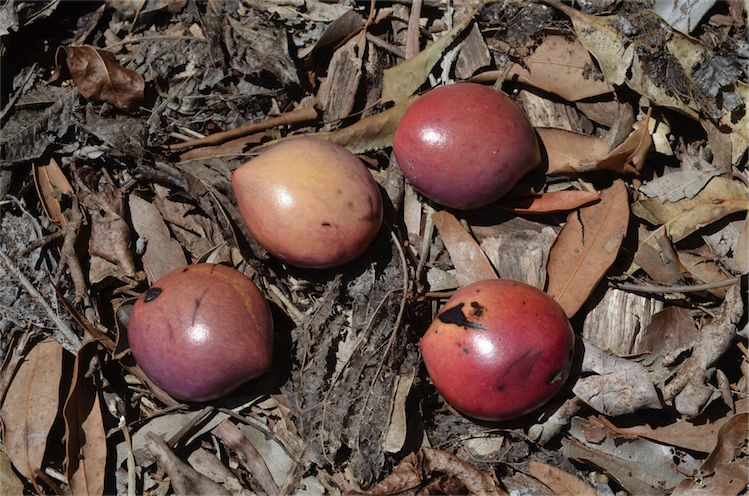
فاكهة وردية اللون
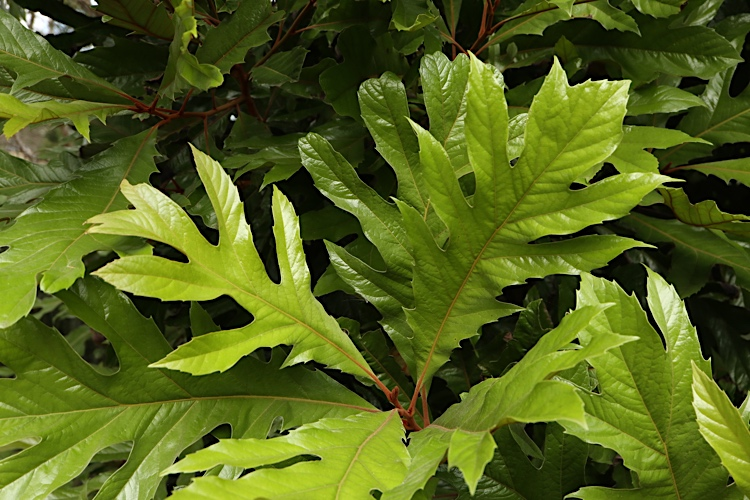
أوراق الشجر
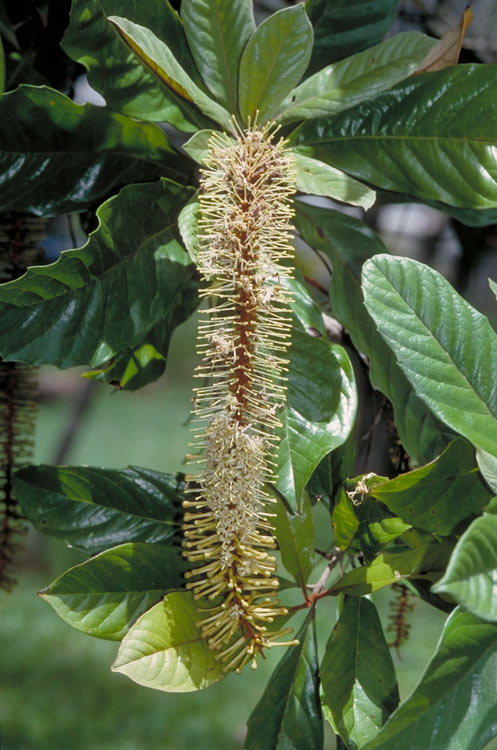
النورة

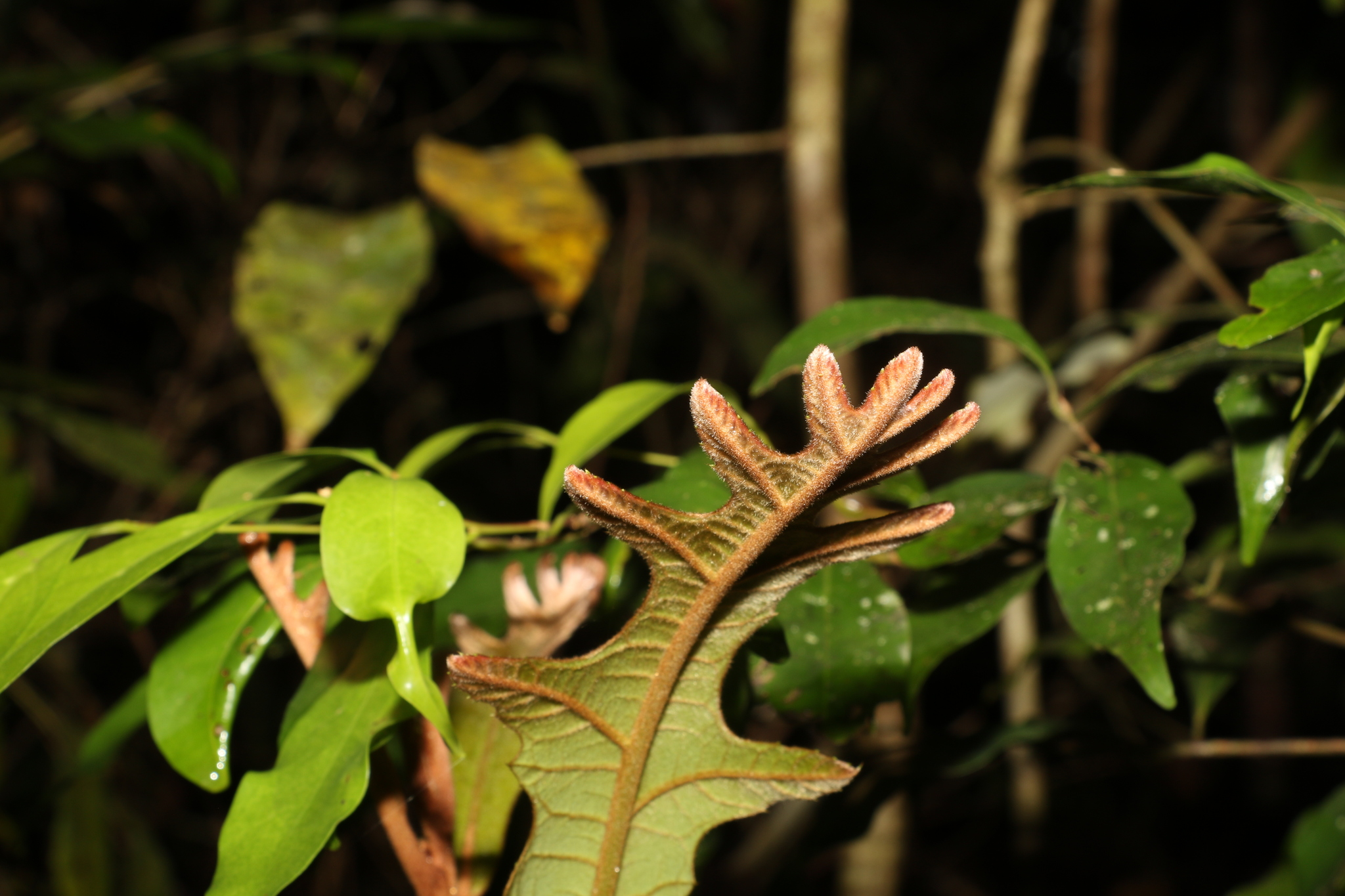
برعم جديد
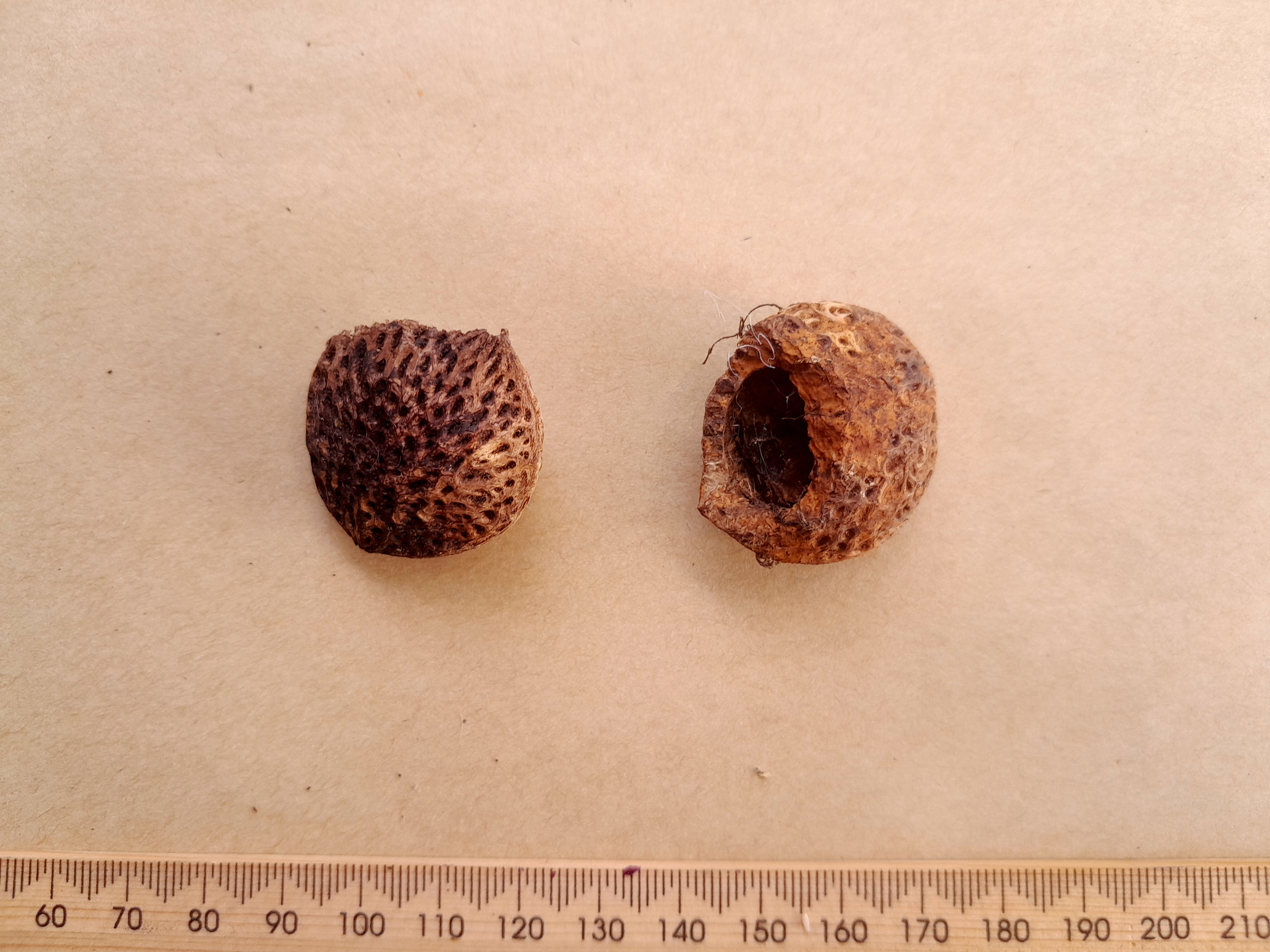
الثمرة، بعد أن قضمتها الفئران المحلية للوصول إلى البذور.
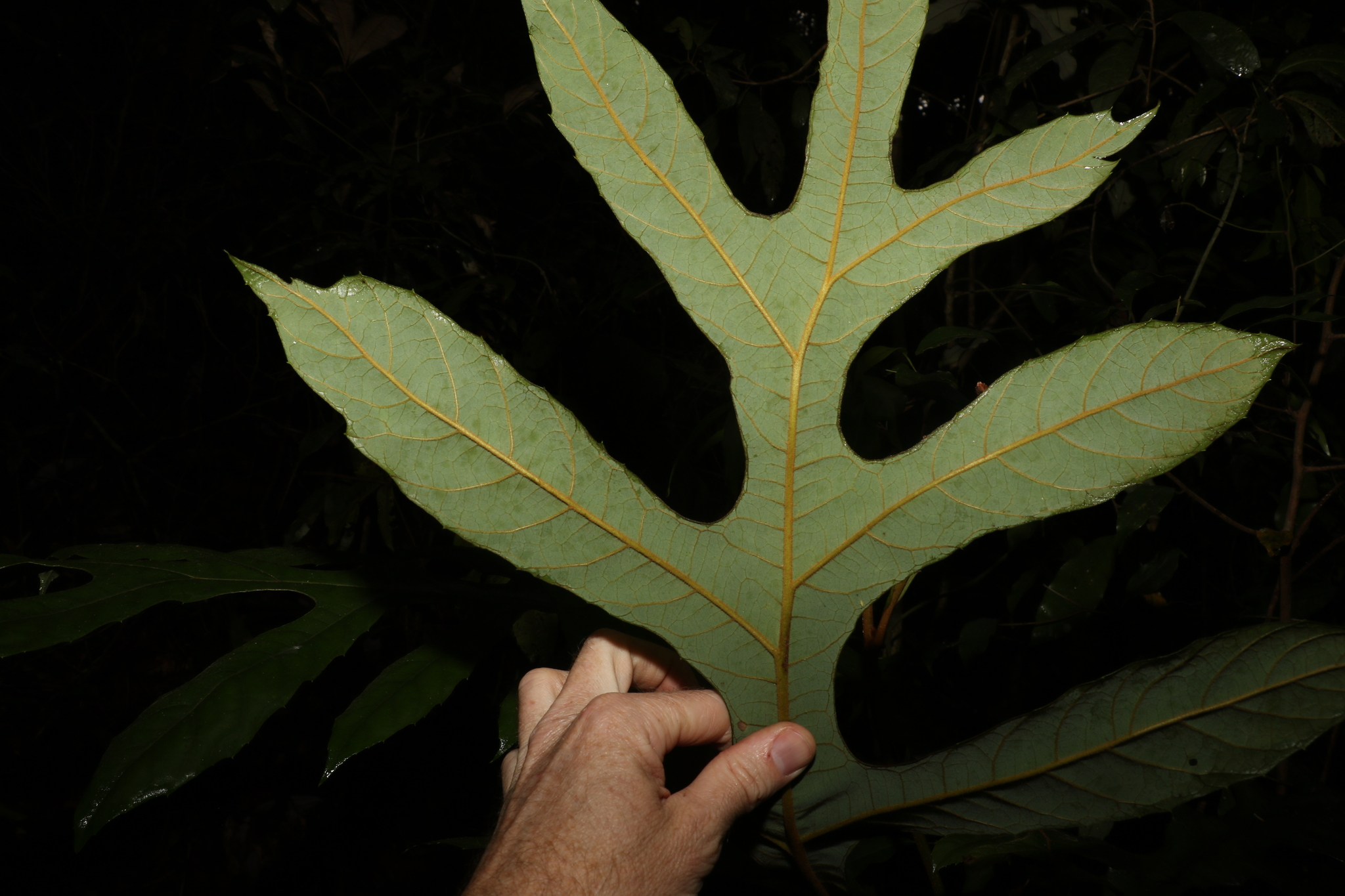
الجانب السفلي من الورقة
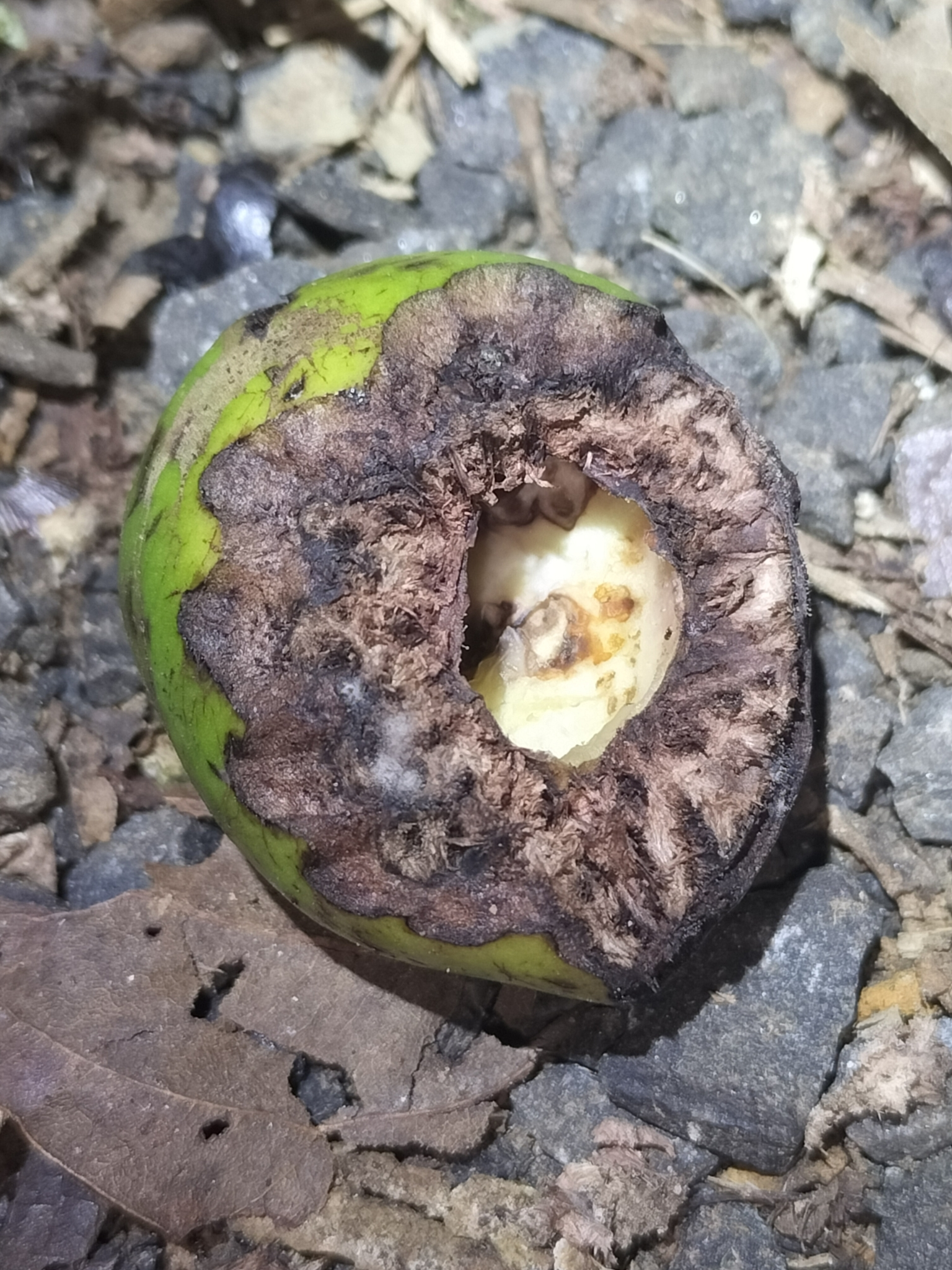
فاكهة ذات نواة مأكولة جزئيا

## روابط خارجية
- اطلع على خريطة لتواجد هذا النوع في المعشبة الافتراضية الأسترالية
- شاهد ملاحظات حول هذا النوع على iNaturalist (أنا عالم طبيعة)
- شاهد صور هذا النوع على موقع Flickriver